# Semiothisa nigrofulvata
Semiothisa nigrofulvata är en fjärilsart som beskrevs av Collins 1905. Semiothisa nigrofulvata ingår i släktet Semiothisa och familjen mätare. Inga underarter finns listade i Catalogue of Life.